# Gymnothorax vagrans
Gymnothorax vagrans és una espècie de peix de la família dels murènids i de l'ordre dels anguil·liformes.

## Distribució geogràfica
Es troba a Sud-amèrica.